# La Guerre des mondes (jeu vidéo, 1998)
Pour les articles homonymes, voir La Guerre des mondes (homonymie).
La Guerre des mondes (Jeff Wayne's War of the Worlds en version originale) est un jeu vidéo de stratégie en temps réel (STR) développé par Rage Software et publié par GT Interactive en 1998 sur PC. Le jeu s'inspire du roman de science-fiction La Guerre des mondes de H. G. Wells et sa musique est adapté de l'album Jeff Wayne's Musical Version of The War of The Worlds. Le joueur peut commander les martiens ou les humains. Le jeu combine des phases de stratégie au tour par tour, qui se déroule sur une carte de l'Angleterre où le joueur déplace ses unités pour envahir les territoires ennemis, et des phases de stratégie en temps réel. Le joueur peut en effet accéder à un territoire pour y construire sa base, s'approvisionner en ressources et développer son armée pour combattre son adversaire,,.

## Trame
La Guerre des mondes prend place dans un univers de science-fiction inspiré du roman de La Guerre des mondes de H. G. Wells et de l’adaptation musicale de ce dernier réalisée par le musicien britannique Jeff Wayne au début des années 1970, Jeff Wayne's Musical Version of The War of The Worlds. Le jeu se déroule en Grande-Bretagne au XIXe siècle alors que la Terre est menacé par l’invasion de martiens, dont la biosphère est devenue invivable.

## Système de jeu
La Guerre des mondes combine une phase stratégique avec des combats tactique en temps réel. La phase stratégique se déroule sur une carte de la Grande-Bretagne, divisée en trente provinces, et permet au joueur de gérer la production des ressources et des unités, la recherche scientifique et les déplacements de ses troupes. Chaque secteur produit des ressources : acier, charbon et pétrole pour les humains et sang, cuivre et éléments lourds pour les martiens. Ces ressources permettent au joueur de fabriquer des infrastructures, qui permettent ensuite de produire des unités. Des laboratoires de recherche permettent de développer de nouvelles armes et structures, et ainsi de débloquer des unités de plus en plus avancées. Sur cette carte, le joueur déplace ses armées pour attaquer les provinces ennemies ou défendre les siennes.  Le joueur peut à tout moment basculer sur une carte tactique, qui offre une vue détaillé d’une province. Sur celle-ci, le joueur gère l’implantation des usines de productions et des infrastructures de défenses en fonction des contraintes du terrain. C’est également sur celle-ci que se déroule les affrontements entre les humains et les martiens.

## Accueil
| La Guerre des mondes  |      |       |
| Média                 | Pays | Notes |
| Computer Gaming World | US   | 2,5/5 |
| Cyber Stratège        | FR   | 3.5/5 |
| Gen4                  | FR   | 2/5   |
| Joystick              | FR   | 80 %  |
| PC Zone               | UK   | 85 %  |